# Rai 4
Rai 4 – czwarty program włoskiej telewizji publicznej RAI, przeznaczony dla młodzieży.

## Historia
Działa od 14 lipca 2008. Emisja zastąpiła kanał RAI Internazionale. Kanał nadaje z satelity Hot Bird 6 - 13 st. E. W ramówce RAI 4 znajdują się amerykańskie i włoskie seriale, kreskówki oraz programy interaktywne.

Kanał kodowany jest w systemach Mediaguard i Nagravision i nie jest dostępny w Polsce.